# Guadalupe Nopala
La localidad de Guadalupe Nopala está situada en el municipio de Hueypoxtla (Estado de México).Tiene 2.258 habitantes. El nombre de Nopala en lengua Náhuatl significa Noppalli “nopal” y La “lugar”, por lo que se comprende que significa “lugar de los nopales”.

## Geografía
Guadalupe Nopala se localiza al norte de la Ciudad de México y al suroeste de Pachuca, al pie del Cerro de Aranda, y está a 2.350 metros de altitud.

## Historia
La localidad fue fundada en los años 1920 después de "finalizar la Revolución Mexicana" .

## Economía
Unas de las principales fuentes de ingreso económico de los habitantes de Guadalupe Nopala es la mano de obra ya que la mayoría de las personas trabajan en parques industriales de Tizayuca Hgo. y Ciudad de México.